# Melanotaenium cingens
Melanotaenium cingens är en svampart som beskrevs av Bref. 1892. Melanotaenium cingens ingår i släktet Melanotaenium och familjen Melanotaeniaceae.   Inga underarter finns listade i Catalogue of Life.